# ゴーゴー喫茶
ゴーゴー喫茶（ゴーゴーきっさ）は、1960年代から1970年代前半にかけて流行した喫茶店の一種。
エレキバンドによる生演奏やLPレコードによる大音響でゴーゴーを聞き、フロア中央でゴーゴーダンスを踊れるいわゆる音楽系喫茶のひとつ。
ストロボ照明や蛍光塗料による内装などサイケデリックな演出と、お立ち台上で踊るミニスカートにブーツ姿のゴーゴーガールが特徴で、後のディスコの前身ともいえる。

## ゴーゴー喫茶に関連する作品

### 映画
- 下町の太陽（1963年、松竹）
- 続・名もなく貧しく美しく 父と子（1967年、東京映画／東宝）
- ある女子高校医の記録 妊娠（1968年、大映）
- 不良番長 猪の鹿お蝶（1969年、東映）
  - 主人公・神坂の率いる不良グループは、音楽舞踏研究所にスカウトした女性を海外に売りとばす計画を立てるが、ゴーゴー喫茶の踊り子を引き抜いたことから、暴力団との抗争に発展する。
- 女番長 野良猫ロック（1970年、日活）
  - 和田アキ子、梶芽衣子ら演じるスケバングループがゴーゴー喫茶でたむろする様子が描かれている。日本のサイケデリック・ロックバンドザ・モップスがカメオ出演しており演奏シーンも見られる。
- 三匹の牝蜂（1970年、東映）
  - 主人公のズベ公三人組はゴーゴー喫茶で戸田組のチンピラ・三郎と知り合う。
- 柔の星（1970年、東宝）
  - ライバルに敗北したショックで夜の街を徘徊する主人公・健一は、ゴーゴー喫茶で紹介された女性に惹かれて柔道の練習を怠けるようになり、ついには部から懲戒処分を受けてしまう。
- ゴジラ対ヘドラ（1971年、東宝）
  - ゴーゴー喫茶で踊っていた行夫とミキは、工場の排煙を求めて襲来した公害怪獣ヘドラに遭遇し、それに応戦する怪獣王ゴジラとの激戦を目の当たりにする。

### テレビアニメ
- ゲゲゲの鬼太郎 (テレビアニメ第1シリーズ)（1968年 - 1969年、東映動画）
  - 第44話「げた合戦」で、妖怪逆柱に偽物の下駄を履かされた鬼太郎とねずみ男は偽下駄の妖力により、無理矢理ゴーゴーダンスを踊らされる。その際、ねずみ男が「これじゃゴーゴー喫茶だよ」と発言する。
- 巨人の星 (アニメ)（1968年 - 1971年、東京ムービー）
  - 第93話「新しい年のはじまり」で、飛雄馬と橘ルミがデート中にゴーゴークラブでゴーゴーダンスを踊る。
- デビルマン（1972年、東映動画）
  - 第11話「真紅の妖花 ラフレール」で、妖獣ラフレールによって精神的に追い詰められた不動明（デビルマン）は、ボウリングやゴーゴー喫茶など深夜の街を徘徊する。
- 科学忍者隊ガッチャマン（1972年 - 1974年、タツノコプロ）
  - 白鳥のジュン（G-3号）は「ゴーゴー喫茶・スナックJ」を経営しており、燕の甚平（G-4号）は同店のウェイター兼料理人である。

### 漫画
- スパイダーマン（池上遼一の漫画）第5話「疑惑の中のユウ」（1970年）
  - ユウ（スパイダーマン）は、偶然立ち寄ったゴーゴー喫茶で、自分の前から姿を消していたルミと再会する。